# أودري شوه
أودري شوه (بالإنجليزية: Audrey Schuh)‏ هي مغنية أوبرا ومغنية أمريكية، ولدت في 11 يونيو 1931.